# Двоє в степу
«Двоє в степу» — радянський військовий фільм 1962 року, екранізація однойменної повісті Еммануїла Казакевича. Виробництво кінокомпанії «Мосфільм», прем'єра відбулася 28 квітня 1963 року.

## Сюжет
Літо 1942 року. У донських степах йдуть важкі затяжні бої з німцями. Молодого лейтенанта Огаркова (Валерій Бабятинський) посилають у дивізію з наказом про передислокацію. Герой всю ніч плутається в степу — і не виконує наказ, через що дивізія потрапляє в оточення. Огаркову виноситься вирок — розстріл. Але до затвердження указу ще є час. Обстановка змінюється. І ось бредуть по степу старий конвоїр Джурабаєв і молодий засуджений, на рівних беручи участь у випадкових боях. Прикриваючись однією шинеллю, вони їдять з одного казанка. Між ними виникає мовчазна дружба. Але один веде другого на розстріл, і це його обов'язок, і на війні не можна чинити інакше…

## У ролях
- Валерій Бабятинський — Сергій Огарков
- Асу Нурекенов — Джурабаєв
- Віра Баталова — секретар трибуналу
- Світлана Коновалова — Варвара Петрівна, слідчий
- Євгенія Прєснікова — Марія
- Анатолій Вербицький — лейтенант
- Лев Дуров — Синяев
- Іван Кузнецов — Габідуллін, майор
- Дмитро Масанов — Воскресенський, полковник
- Віктор Новосельський — майор з оперативного відділу
- Андрій Петров — баптист
- Іван Рябінін — підполковник
- Геннадій Сайфулін — Тюлькин
- Костянтин Худяков — лейтенант
- Дмитро Числов — розвідний
- Георгій Шаповалов — дезертир
- Інга Шантирь — епізод
- Микола Гладков — генерал
- Володимир Дьомін — Челноков
- Олександра Денісова — бабуся
- Микола Бармін — комбат
- Михайло Семеніхін — патрульний
- Анатолій Нікітін — літній солдат

## Знімальна група
- Режисер: Анатолій Ефрос
- Сценарист: Еммануїл Казакевич
- Оператор:  Петро Ємельянов
- Композитор:  Джон Тер-Татевосян
- Художник:  Микола Маркін